# New Lisbon (New York)
New Lisbon è un comune degli Stati Uniti d'America, situato nello stato di New York, nella contea di Otsego.